# DeWayne Jackson
DeWayne Jackson (Washington, 30 novembre 1990) è un cestista statunitense.